# Jeannine Yon-Kahn
Jeannine Yon-Kahn, née Jeannine Yon, le 10 février 1927 à Paris 10e et morte le 20 juillet 2020 à Garches, est une biochimiste française, directrice de recherche émérite au CNRS. Spécialiste des relations structure-fonction des protéines et de leurs mécanismes de repliement, elle a fait fonction de professeur à l’université de Paris-Sud (Orsay), où elle créa et dirigea le Laboratoire d’enzymologie physico-chimique et moléculaire.

## Biographie
Jeannine Yon est née à Paris le 10 février 1927 dans le 10e arrondissement de Paris. Après ses études secondaires au Cours Desir, elle suivit à la Sorbonne les certificats de mathématiques générales, physique générale, chimie générale, biochimie et physiologie générale. Elle prépara son doctorat à l’Institut de biologie physico-chimique (Fondation Edmond de Rothschild) sous la direction du professeur René Wurmser. Elle le soutint en 1955. Deux ans plus tard, elle effectua un stage post-doctoral à Copenhague au Laboratoire Carlsberg sous la direction du professeur Linderstrøm-Lang. 
Elle épousa le professeur Théophile Cahn (mort en 1986), chef du Service de physiologie à l’Institut de biologie physico-chimique .

## Activités scientifiques
En 1951, Jeannine Yon obtint un poste de stagiaire de recherche au CNRS. Après avoir gravi tous les échelons, elle fut promue directrice de recherche en 1966. En 1963, elle créa un nouveau laboratoire à l’université de Paris-Sud, Orsay, le Laboratoire d’enzymologie physico-chimique et moléculaire, qu’elle dirigea jusqu’à sa retraite. Elle organisa son laboratoire en introduisant la pluridisciplinarité des méthodes et recrutant des spécialistes des disciplines introduites, allant des méthodes génétiques, de la physico-chimie des protéines en solution, à la modélisation et à la dynamique moléculaire.  Ses recherches ont porté sur l’enzymologie et son application au repliement des protéines. Elle a participé à de nombreuses collaborations internationales et a été invitée par autant de laboratoires étrangers,. Martin Karplus (prix Nobel 2013) a effectué une année sabbatique dans son laboratoire. Elle est l’auteur de 250 publications et revues dans des journaux internationaux et a publié plusieurs ouvrages. Nommée directrice de recherche émérite en 1997, elle a continué ses activités par la rédaction d’ouvrages scientifiques et par l’organisation de colloques en collaboration avec le Brésil.
De plus, elle a eu un rôle très actif dans l’enseignement universitaire de 1970 à 1985, faisant fonction de professeur à l’université de Paris-Sud (Orsay). Elle s’est beaucoup impliquée dans la formation des jeunes chercheurs. Elle a été chargée des études doctorales de 1970 à 1985 et a dirigé les travaux de thèse de 40 étudiants. Elle a également enseigné la biochimie dans plusieurs universités étrangères, au Brésil, au Maroc, au Cameroun et à Cuba. Un amphithéâtre portant le nom de Jeannine Yon-Kahn a été inauguré à l’université de Paris-Sud sur le Campus d’Orsay en 2016.
Active jusqu'en 2006 à Orsay, elle consacre le reste de sa retraite à la rédaction d'ouvrages scientifiques.

## Autres activités
Jeannine Yon-Kahn fut très active dans l’organisation et la promotion de la recherche scientifique et de l’enseignement au niveau national. Elle fut responsable de la section « recherche et université » du syndicat SGEN-CFDT de 1956 jusqu’en 1968. De plus, elle fut membre du Comité national de la recherche scientifique (1967-1991) et membre du Conseil supérieur de l’éducation nationale, membre de la commission plénière Recherche du 5e plan (1963-1967), membre du Conseil d’administration de l’université de Paris-Sud, membre du Conseil scientifique et présidente de la Section de chimie du Palais de la découverte. Elle fit partie de plusieurs sociétés scientifiques françaises et étrangères. Elle fut vice-présidente de la Société de chimie biologique, présidente de la Société de biologie cellulaire, membre de la New-York Academy of Sciences. Elle a été chargée par le CNRS des relations avec le Brésil dans le domaine des sciences de la vie.

## Distinctions
- Membre de l’Académie brésilienne des sciences.